# AFL Division 1 2024
Die AFL Division 1 2024 war die 38. Spielzeit zweithöchsten österreichischen Spielklasse der Männer im American Football.

## Teams
Die Division I besteht erneut aus zehn Mannschaften, drei sind hier aber – im Vergleich zur Vorsaison – neu. Heuer in Österreichs zweithöchster Spielklasse mit dabei sind die Steelsharks Traun und die Graz Styrian Bears, die aus der AFL kommen, ebenfalls an den Start geht der Meister der Division II, die Styrian Reavers.

Die Teams der Division II kämpfen in acht Wochen um insgesamt sechs Playoff-Plätze, es folgen eine Wildcard-Round für die Teams auf den Plätzen drei bis sechs, daraufhin zwei Semifinali und zum krönenden Abschluss die Silver Bowl.
- Amstetten Thunder
- Hohenems Blue Devils
- Styrian Bears (Graz, Absteiger)
- Vienna Knights (Titelverteidiger)
- St. Pölten Invaders
- Carinthian Lions (Klagenfurt)
- Steelsharks Traun (Absteiger)
- Fehérvár Enthroners (Székesfehérvár, Ungarn)
- Red Tigers (Wien)
- Styrian Reavers (Ragnitz, Aufsteiger)

## Grunddurchgang

### Spiele
|                       | KNI   | THU   | INV   | BLD   | RTI   | LIO   | ENT   | BEA   | STE   | REA   |
| --------------------- | ----- | ----- | ----- | ----- | ----- | ----- | ----- | ----- | ----- | ----- |
| Vienna Knights        |       | –     | –     | 17:24 | 41:21 | –     | –     | 17:14 | –     | 28:27 |
| Amstetten Thunder     | 26:8  |       | –     | 26:6  | –     | –     | –     | 22:29 | –     | 40:6  |
| St. Pölten Invaders   | 18:16 | 22:23 |       | –     | –     | –     | 34:7  | –     | 27:14 | –     |
| Cineplexx Blue Devils | –     | –     | –     |       | 7:25  | 7:0   | –     | 20:28 | 42:3  | –     |
| Red Tigers            | –     | –     | 7:36  | –     |       | 7:27  | 28:3  | –     | –     | 49:7  |
| Carinthian Lions      | –     | 33:26 | 14:22 | –     | –     |       | 17:23 | 6:45  | –     | –     |
| Fehérvár Enthroners   | 23:18 | 27:40 | –     | 37:22 | –     | –     |       | –     | 41:0  | –     |
| Styrian Bears         | –     | –     | 45:12 | –     | 28:20 | –     | –     |       | 56:16 | 40:14 |
| Steelsharks Traun     | 9:41  | 7:33  | –     | –     | 24:27 | 0:28  | –     | –     |       | –     |
| Styrian Reavers       | –     | –     | 10:42 | 19:28 | –     | 20:29 | 17:52 | –     | –     |       |

### Tabelle
| Division 1 |                      |    |   |   |   |       |      |      |      |
|            | Team                 | Sp | S | U | N | SQ    | P35+ | P35− | Diff |
| 1          | Styrian Bears        | 8  | 7 | 0 | 1 | 0,875 | 276  | 127  | +149 |
| 2          | Amstetten Thunder    | 8  | 6 | 0 | 2 | 0,750 | 236  | 138  | 0+98 |
| 3          | St. Pölten Invaders  | 8  | 6 | 0 | 2 | 0,750 | 213  | 136  | 0+77 |
| 4          | Fehérvár Enthroners  | 8  | 5 | 0 | 3 | 0,625 | 207  | 176  | 0+31 |
| 5          | Vienna Knights       | 8  | 4 | 0 | 4 | 0,500 | 186  | 162  | 0+24 |
| 6          | Carinthian Lions     | 8  | 4 | 0 | 4 | 0,500 | 154  | 146  | 00+8 |
| 7          | Red Tigers           | 8  | 4 | 0 | 4 | 0,500 | 177  | 173  | 00+4 |
| 8          | Cineplex Blue Devils | 8  | 4 | 0 | 4 | 0,500 | 152  | 155  | 00−3 |
| 9          | Styrian Reavers      | 8  | 0 | 0 | 8 | 0,000 | 120  | 301  | −181 |
| 10         | Steelsharks Traun    | 8  | 0 | 0 | 8 | 0,000 | 73   | 280  | −207 |

Legende: Sp = Spiele, S = Siege, U = Unentschieden, N = Niederlagen, SQ = Siegquote,
P35+= erzielte Punkte (max. 35 mehr als gegnerische), P35− = zugelassene Punkte (max. 35 mehr als eigene), Diff = Differenz
Bei gleicher SQ zweier Teams zählt der direkte Vergleich
 Play-offs,  Wildcard,  Relegation
Quelle: football.at

### Play-offs
|  | Wildcard | Wildcard            | Wildcard |  |  | Play-offs | Play-offs           | Play-offs |  |   | Silverbowl    | Silverbowl          | Silverbowl |
|  |          |                     |          |  |  |           |                     |           |  |   |               |                     |            |
|  |          |                     |          |  |  | 1         | Styrian Bears       | 32        |  |   |               |                     |            |
|  | 4        | Fehérvár Enthroners | 0        |  |  | 5         | Vienna Knights      | 29        |  |   |               |                     |            |
|  | 5        | Vienna Knights      | 18       |  |  |           |                     |           |  | 1 | Styrian Bears | 21                  |            |
|  |          |                     |          |  |  |           |                     |           |  |   | 3             | St. Pölten Invaders | 37         |
|  |          |                     |          |  |  | 2         | Amstetten Thunder   | 6         |  |   |               |                     |            |
|  | 3        | St. Pölten Invaders | 36       |  |  | 3         | St. Pölten Invaders | 38        |  |   |               |                     |            |
|  | 6        | Carinthian Lions    | 7        |  |  |           |                     |           |  |   |               |                     |            |

#### Silver Bowl
|                        |                          |  |               |                           |                     |  |               |
|                        | Graz 27. Juli 2024 16:00 |  | Styrian Bears | \| \| 21 : 37 \| \| \| \| | St. Pölten Invaders |  | Verbandsplatz |
| (8:16, 0:6, 6:0, 7:15) | Graz 27. Juli 2024 16:00 |  | Styrian Bears |                           | St. Pölten Invaders |  | Verbandsplatz |
|                        | 21 : 37                  |  |               |                           |                     |  |               |
|                        |                          |  |               |                           |                     |  |               |

## Niederklassigere Ligen

### Division Two
In der Division II stehen heuer elf Teams verteilt auf zwei Conferences auf dem Spielplan. Nach der Regular Season bestreiten die jeweils zwei besten Teams der Conferences die Semifinal-Spiele, hier treffen der Erstplatzierte der Conference A auf den Zweitplatzierten der Conference B und umgekehrt. Diese vier Teams kämpfen um die Teilnahme an der Iron Bowl.

#### Teams
Conference A
- Upper Styrian Rhinos (Oberaich, Absteiger)
- Gladiators Ried
- Huskies Wels
- Gmunden Rams (Aufsteiger)
- Schwaz Hammers (Absteiger)

Conference B
- Carnuntum Legionaries (Schwadorf)
- Weinviertel Spartans (Mistelbach)
- AFC Blue Hawks (Schönfeld (Gemeinde Neulengbach))
- Ebenfurth Mustangs
- Danube Dragons 2 (Wien, Absteiger)
- AFC Vienna Vikings II (Wien, Aufsteiger)

#### Iron Bowl
|                       |                                      |  |                 |                           |                       |  |                                      |
|                       | Ried im Innkreis 20. Juli 2024 14:00 |  | Gladiators Ried | \| \| 13 : 28 \| \| \| \| | AFC Vienna Vikings II |  | Altes Rieder Stadion Zuschauer: 1500 |
| (0:6, 7:7, 0:15, 6:0) | Ried im Innkreis 20. Juli 2024 14:00 |  | Gladiators Ried |                           | AFC Vienna Vikings II |  | Altes Rieder Stadion Zuschauer: 1500 |
|                       | 13 : 28                              |  |                 |                           |                       |  |                                      |
|                       |                                      |  |                 |                           |                       |  |                                      |

### Division Three
Die Division III besteht 2024 aus acht Mannschaften. Nahmen voriges Jahr noch die Klosterneuburg Broncos und die Telfs Patriots 2 an der Division III teil, so sind diese zwei Teams heuer nicht mit dabei. Wieder am Start sind hingegen die Styrian Hurricanes.
Nach acht Regular-Season-Wochen greifen die besten vier Teams im Semifinale an und duellieren sich um die zwei Spots in der Challenge Bowl.

#### Teams
- Pannonia Eagles (Baumgarten, Absteiger)
- Blackvalley Wild (Gloggnitz)
- Steyr Predators
- Mostviertel Bastards (Ybbs)
- AFC Grizzlies (Stockerau)
- Swarco Raiders Tirol Division Team (Innsbruck)
- Goldwörth Raccoons
- Styrian Hurricanes (Voitsberg, neu)

#### Challenge Bowl
|                      |                                       |  |                      |                          |               |  |                                  |
|                      | Ybbs an der Donau 20. Juli 2024 16:00 |  | Mostviertel Bastards | \| \| 3 : 17 \| \| \| \| | AFC Grizzlies |  | Wüsterstrom Arena Zuschauer: 800 |
| (0:7, 0:0, 0:7, 3:3) | Ybbs an der Donau 20. Juli 2024 16:00 |  | Mostviertel Bastards |                          | AFC Grizzlies |  | Wüsterstrom Arena Zuschauer: 800 |
|                      | 3 : 17                                |  |                      |                          |               |  |                                  |
|                      |                                       |  |                      |                          |               |  |                                  |